# Hickory Creek (afluente do rio Nodaway)
Hickory Creek é um riacho no condado de Nodaway, no estado americano de Missouri. É um afluente do rio Nodaway . 
Hickory recebeu esse nome por causa de um bosque de nogueiras perto de seu curso.